# 厳象
厳 象（げん しょう、拼音: Yán Xiàng、延熹6年（163年） - 建安5年（200年））は、中国後漢末期の政治家。字は文則。司隷京兆尹の人。

## 生涯
若い頃から聡明・博学で、胆力と智力を兼備していた。建安年間の初めに路粋と共に抜擢された。荀彧に抜擢された人物の一人とも言われる。
督軍御史中丞に任じられ、袁術討伐のため揚州に赴くが、開戦前に袁術が病死したため、そのまま揚州刺史に任命された。揚州で孫策の勢力が増してくると、曹操は彼らを手懐けるため厳象に命じ、その弟の孫権を茂才に推挙させた。
建安5年（200年）、孫策が任命した廬江太守の李術により、厳象は殺害された。享年38。
詳しい前後関係は不明だが、同年4月4日には孫策も死去し、その勢力は孫権が継いだが、李術は孫権の命令には従わなくなった。孫権は曹操に手紙を送り、「私を推挙してくださった」恩人である厳象を殺害した李術の凶悪さを糾弾し、彼に味方しないよう訴えている。